# Caballerocotyla gregalis
Caballerocotyla gregalis är en plattmaskart. Caballerocotyla gregalis ingår i släktet Caballerocotyla och familjen Capsalidae. Inga underarter finns listade i Catalogue of Life.